# Domenico Rossetti de Scander

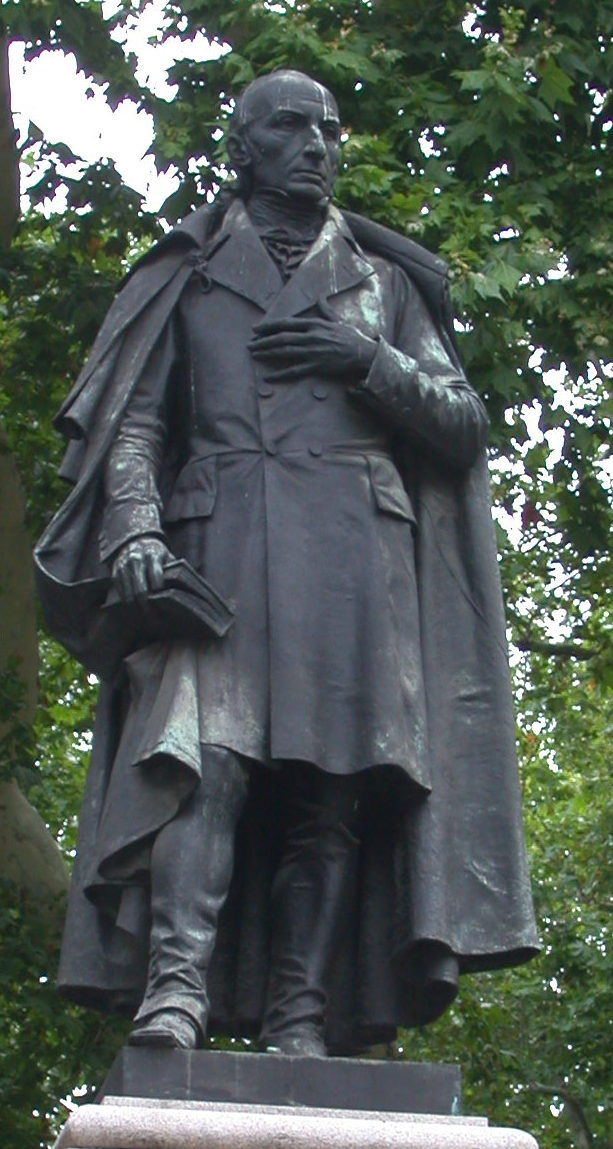
Domenico Rossetti de Scander. Standbeeld in het stadspark van Triëst.

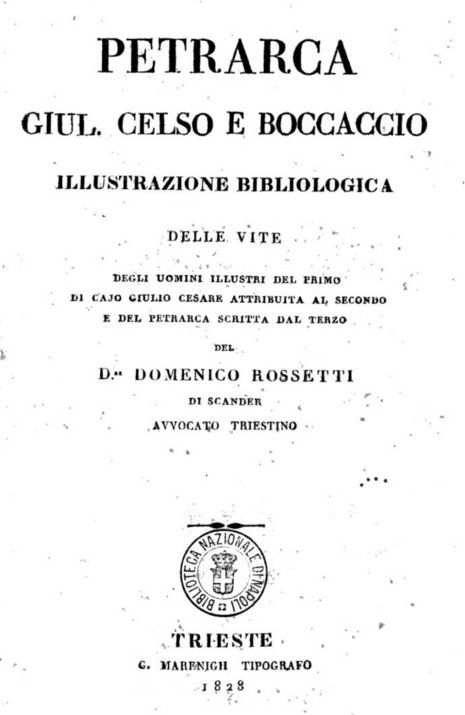
Literair werk van Rossetti

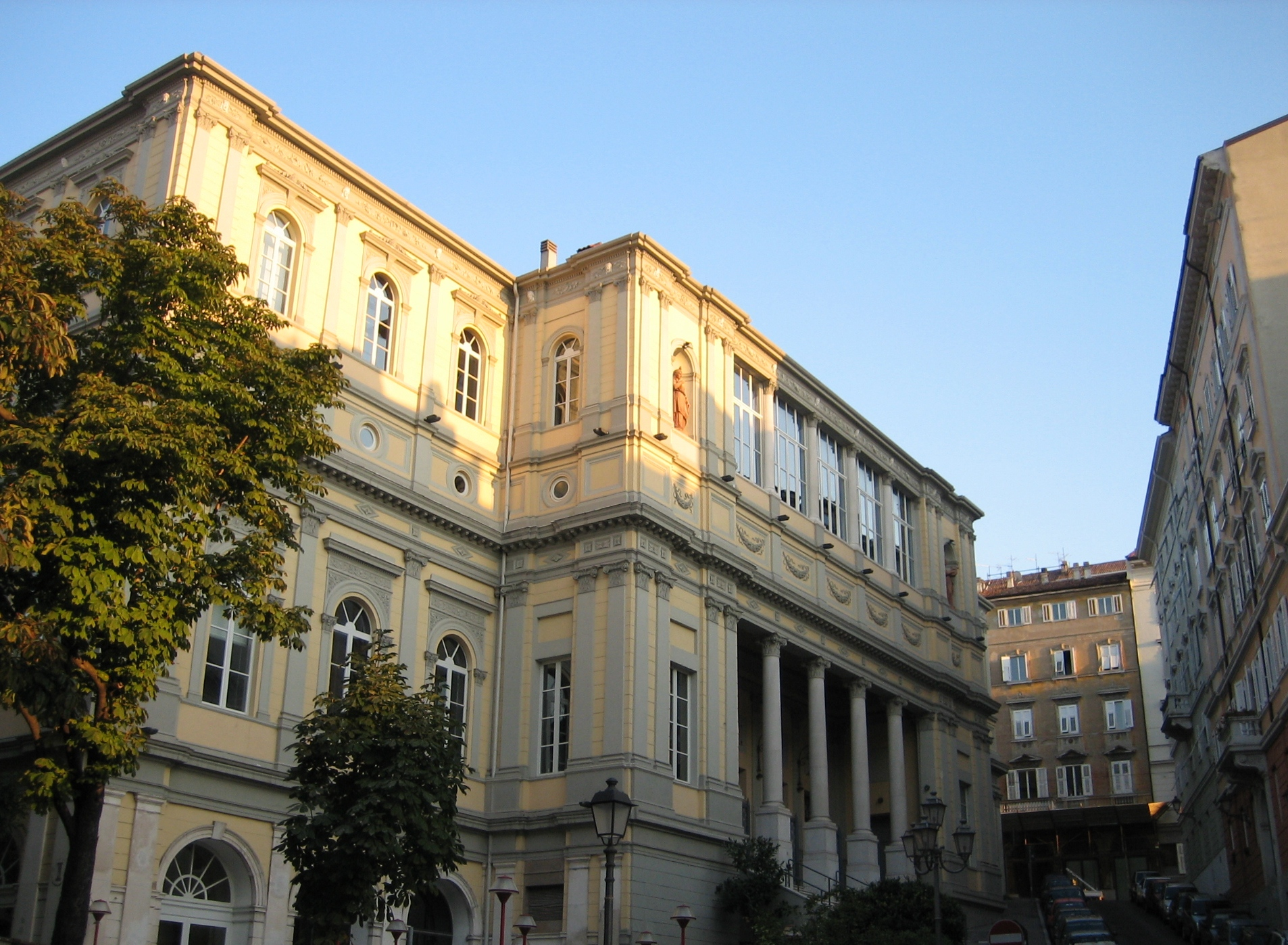
Het stadstheater van Triëst draagt de naam Rossetti.

Graaf Domenico Rossetti de Scander (Triëst, 19 maart 1774 – Triëst, 29 november 1842) was een advocaat, mecenas en bestuurder in Triëst, een Oostenrijks gebied in Noord-Italië. Hij adviseerde de Oostenrijkse regering over maritiem recht.

## Levensloop
Rossetti werd geboren in een vooraanstaande familie in Triëst, een stad in Noord-Italië die behoorde tot het Habsburgse Rijk. Voor 1805 was het een deel van het Rooms-Duitse Rijk; nadien behoorde Triëst tot het keizerrijk Oostenrijk. Vader Rossetti was tot de adelstand verheven door keizerin Maria-Theresia omwille van zijn handelscontacten van Engeland tot Egypte. De haven van Triëst was de belangrijkste haven voor de Oostenrijkers. De familie was eigenaar van een groot deel van de haven en bijhorende pakhuizen.
Rossetti volgde middelbaar onderwijs in Prato, in het groothertogdom Toscane. Vervolgens studeerde hij filosofie aan de universiteit van Graz en rechten aan de universiteit van Wenen. In 1800 behaalde hij het diploma van doctor in de rechten. In 1802 had hij zijn eerste bestuursfunctie bij de stad Triëst. Dit combineerde hij vanaf 1804 met een eigen advocatenkantoor. Hij richtte zich op zaken in zeerecht en op handelsverdragen.
Tijdens de Franse bezetting van Triëste (1809-1813) trok Rossetti zich terug uit het stadsbestuur en sloot hij zijn advocatenkantoor. Hij bleef trouw aan de keizer van Oostenrijk, Frans I. Rossetti bleef zich alleszins een echte Italiaan voelen; voor hem lag de toekomst van Triëst bij de Oostenrijkse erflanden.
Dit werd concreet in 1814, nadat de Fransen zich hadden teruggetrokken. Rossetti bekleedde vanaf 1814 meerdere publieke functies binnen het Oostenrijks bestuur; hij werd op de eerste plaats een advocaat in dienst van de stad Triëst. In 1818 huldigde hij keizer Frans I bij diens bezoek aan Venetië. In 1832 kreeg Rossetti een benoeming als lid van de keizerlijke commissie voor het zeerecht. Hiervoor verbleef hij lange periodes in Wenen. Hij was een van de redacteurs van de Oostenrijkse zeecodex.
In 1842 stierf hij in Triëst ten gevolge van een longziekte.

## Mecenas
Rossetti stichtte een literair gezelschap in Triëst, dat als doel had meesterwerken van de Italiaanse literatuur te bewaren. Hij stichtte zo de Società di Minerva, een vereniging die een literair tijdschrift uitgaf. Hij publiceerde de verzamelde werken van Petrarca en Boccaccio. Rossetti publiceerde zelf ook juridische geschriften, onder meer over processen in Triëst. Hij liet de moord op de Duitse archeoloog Winkckelmann onderzoeken, een moordzaak van tientallen jaren oud. Rossetti schonk hem een graf in de kathedraal.
Hij liet kerken verfraaien en legde het kerkhof van de kathedraal van Triëst aan.
Rossetti was een verzamelaar van antiek erfgoed. Hij kocht kunstwerken op, liet ze naar Triëst transporteren en organiseerde tentoonstellingen.

## Na zijn dood
- Via Domenico Rossetti: een straat in Triëst draagt zijn naam.
- Hij heeft een standbeeld in het stadspark van Triëst, de Gardino Pubblico Muzio de Tommasini.
- Politeama Rossetti. Het concerthuis van Triëst dat eind 19e eeuw gebouwd werd, draagt zijn naam.
- In de geschiedenisboeken van de stad wordt hij afgeschilderd als een van de grootste bestuurders.

- Biblioteca Nacional de España: XX1813007
- Bibliothèque nationale de France: cb12155193z (data)
- Gemeinsame Normdatei: 118912003
- International Standard Name Identifier: 0000 0000 6121 8231
- Library of Congress Control Number: n90677882
- Nederlandse Thesaurus van Auteursnamen: 29497492X
- Istituto Centrale per il Catalogo Unico: RAVV079754
- Système universitaire de documentation: 245359664
- Virtual International Authority File: 76354886
- WorldCat: E39PBJwdhjMV46bVx9M63DtBT3